# Simfonična glasba
Simfonična glasba je glasba, ki jo izvaja simfonični orkester. Najpogostejše glasbene oblike, komponirane za to glasbeno-instrumentalno zasebo, so:
- simfonija
- simfonična pesnitev
- koncert (za solista/e in orkester)
- opera
- balet